# Riksväg 15, Norge
Riksväg 15 (norska: Riksvei 15) är en riksväg i Norge som går mellan tätorten Otta i Sels kommun, Innlandet fylke och tätorten Måløy i Kinns kommun, Vestland fylke. Den passerar genom kommunerna Sel, Vågå, Lom, Skjåk, Stryn, Volda, Stad och Kinn.
Vägen är 259,9 kilometer lång, varav 138,1 kilomer i Innlandet fylke, 120,0 kilometer i Vestland fylke och 1,8 kilometer i Møre og Romsdal fylke. Den är asfalterad och passerar bland annat genom tätorterna Vågåmo, Fossbergom (Lom), Bismo, Stryn och Nordfjordeid.
Vägen ansluter till:
- Europaväg 6 (vid Otta)
- Fylkesväg 51 (vid Randen)
- Fylkesväg 55 (vid Fossbergom/Lom)
- Fylkesväg 258 (vid Grotli)
- Fylkesväg 63 (vid Langvatnet)
- Fylkesväg 258 (vid Ospeli)
- Fylkesväg 60 (vid Stryn)
- Europaväg 39 (vid Kjøs)
- Riksväg 651 (vid Hjelle)
- Europaväg 39 (vid Nordfjordeid)
- Fylkesväg 614 (vid Ytre Rød)
- Fylkesväg 61 (vid Maurstad)
- Fylkesväg 618 (vid Allmenningen)
- Fylkesväg 616 (vid Måløy)
- Fylkesväg 617 (vid Måløy)

## Bilder

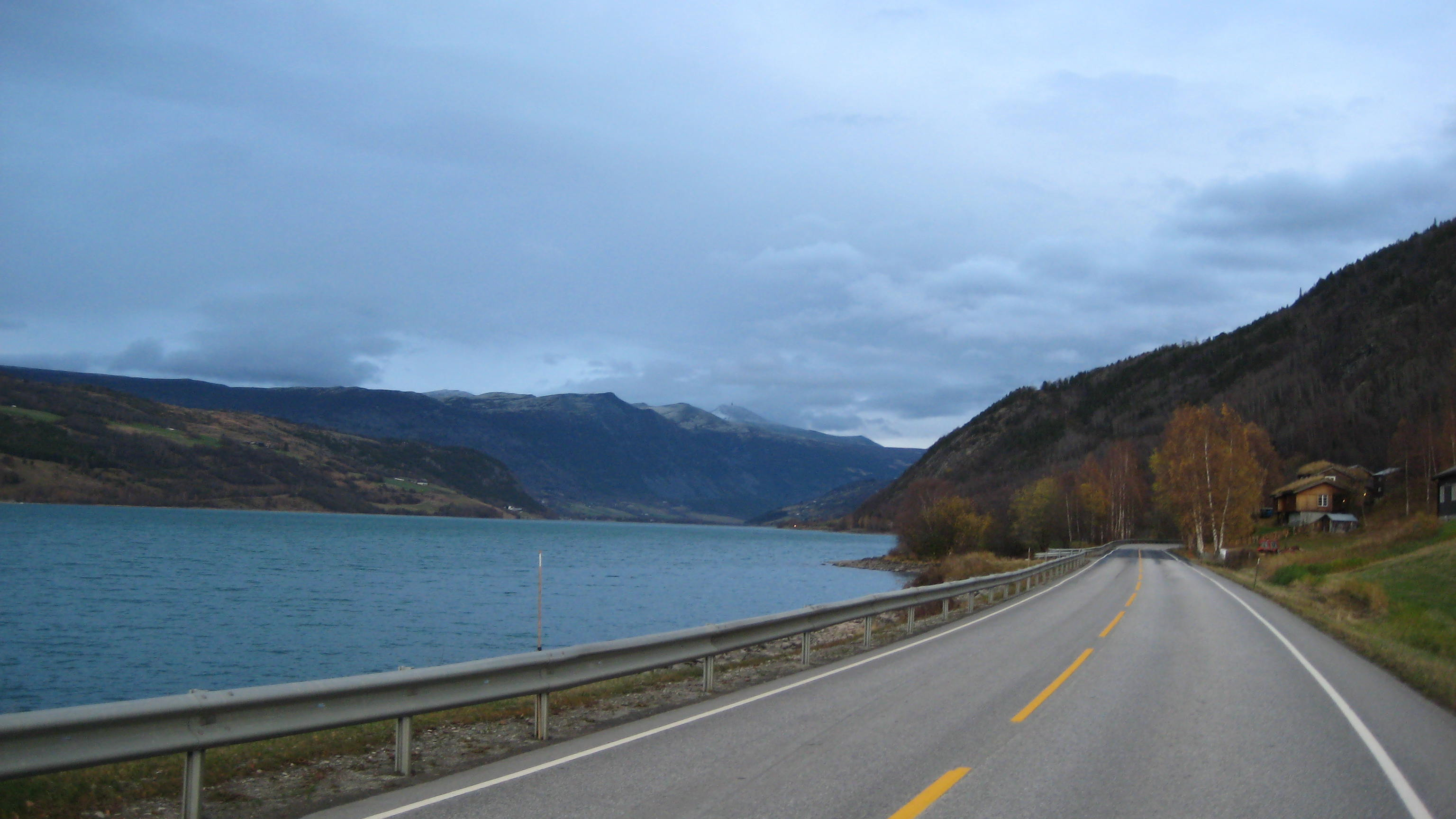
Riksväg 15 vid Vågåvatnet.
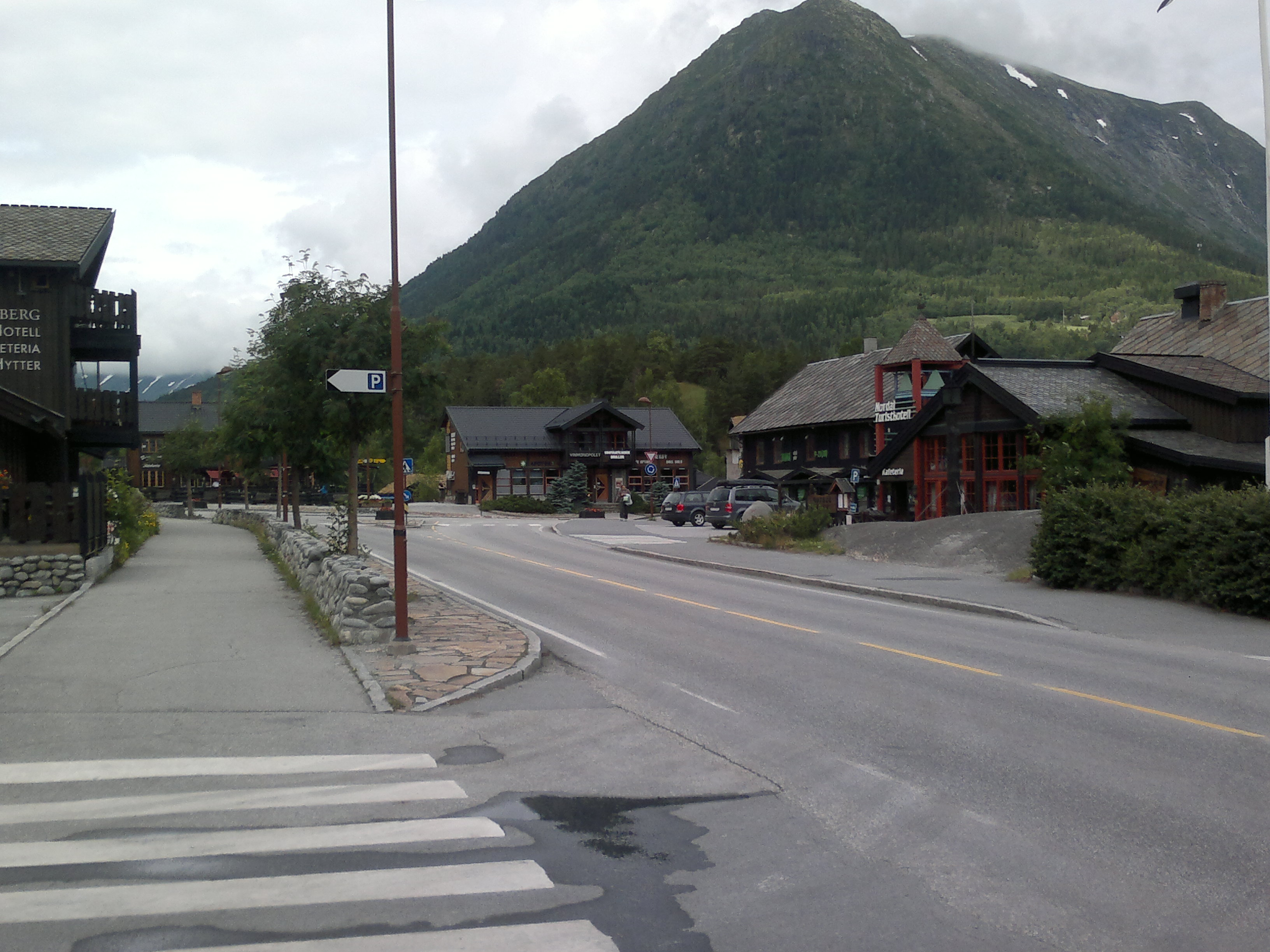
Riksväg 15 i Fossbergom (Lom).
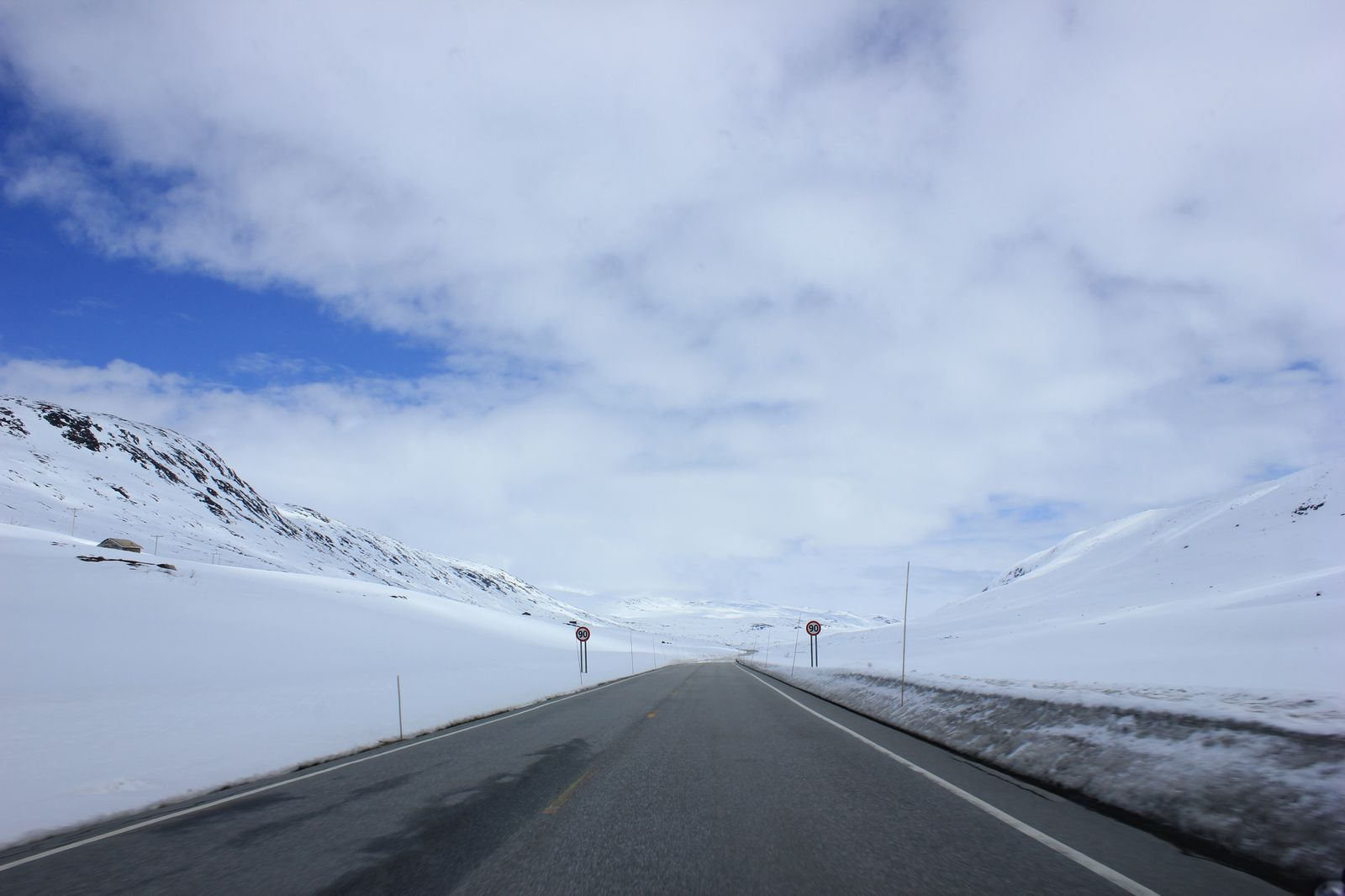
Riksväg 15 på Strynefjellet.
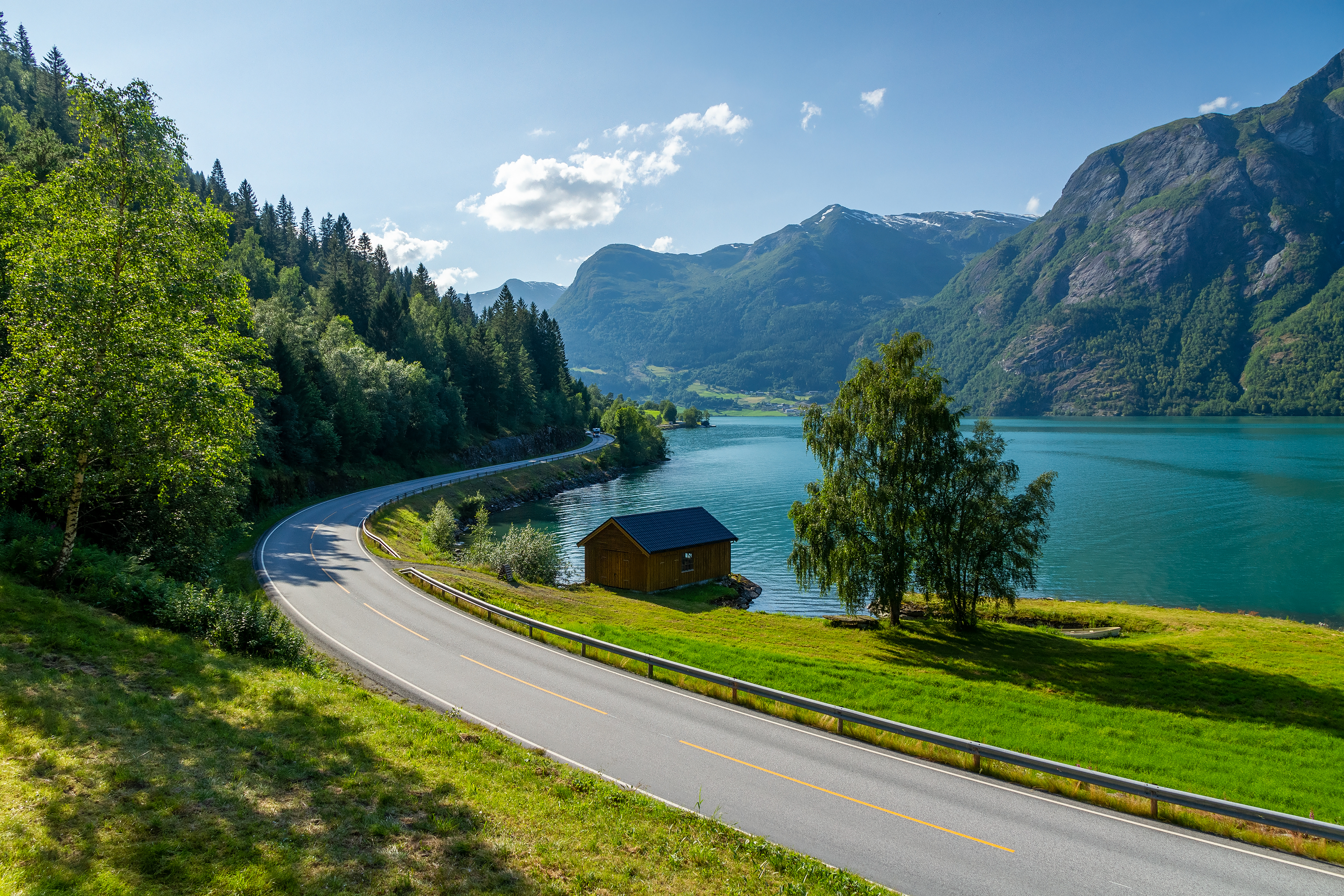
Riksväg 15 vid Oppstrynsvatnet.